# Kaple svaté Alžběty Durynské (Dolní Křečany)
Kaple svaté Alžběty Durynské v Dolních Křečanech, místní části města Rumburk, je římskokatolická obecní kaple zasvěcená svaté Alžbětě Durynské. Pochází z roku 1936 a není památkově chráněná.

## Historie
Kapli zasvěcenou v regionu oblíbené svaté Alžbětě Durynské nechal postavit dolnokřečanský podnikatel Johann Jahnel, který pro svatostánek zároveň daroval vlastní pozemek. Stavbu svěřil rumburskému staviteli Johannu Bräuerovi, který ji dokončil na jaře roku 1936. Slavnostní svěcení kaple proběhlo téhož roku. V sobotu 30. května 1936 požehnal rumburský děkan Friedrich Fischer nový zvon, druhého dne o Svatodušní neděli kapli posvětil Adolf Šelbický, generální vikář litoměřické diecéze. V dalších letech byla kaple průběžně udržována a dochovala se v původní podobě. Během mše svaté konané 16. listopadu 2014 požehnal rumburský děkan Pavel Kadlečík nově osazené kamenné desky se jmény dolnokřečanských mužů padlých během první světové války. Desky jsou náhradou za zaniklý památník, který stál u bývalého obecního úřadu. Kaple není památkově chráněná a je využívána pouze příležitostně. Její vlastník, město Rumburk, plánuje rekonstrukci stavby.

## Popis
Jednolodní orientovaná kaple stojí na obdélném půdorysu a zakončuje ji půlkruhový presbytář. Je dlouhá 10,4 metru a široká 5,2 metru. Fasády jsou jednoduché, stěny jsou omítnuté brizolitem. Výrazněji členěné je pouze průčelí, ze kterého vystupuje portál s trojúhelníkovým štítem zakončeným křížem. Vnitřek štítu zdobí štukový kalich s hostií. Boční okna a okna presbytáře jsou obdélná s půlkruhovým závěrem, nad portálem je umístěno lunetové okno. Jižní stěna nese tři žulové desky se jmény padlých v první světové válce. Z přední části střechy vystupuje čtyřhranná věž zakončená jehlancovou střechou. Zvon pojmenovaný podle patronky kaple váží 50 kilogramů a odlila jej chomutovská zvonařská dílna Richarda Herolda. Skromnému interiéru dominuje hlavní oltář s dřevěnou sochou svaté Alžběty Durynské od rožanského betlémáře a řezbáře Franze Roscheho. Socha je mimo konání mší svatých uložena v rumburském kostele svatého Bartoloměje. Lavice jsou dílem místního truhláře Antona Röslera a pojmou 56 osob, dalších 12 míst k sezení je na empoře. Okna v presbytáři zdobí restaurované vitráže s podobiznami svaté Terezie a svatého Jana Nepomuckého.

## Galerie

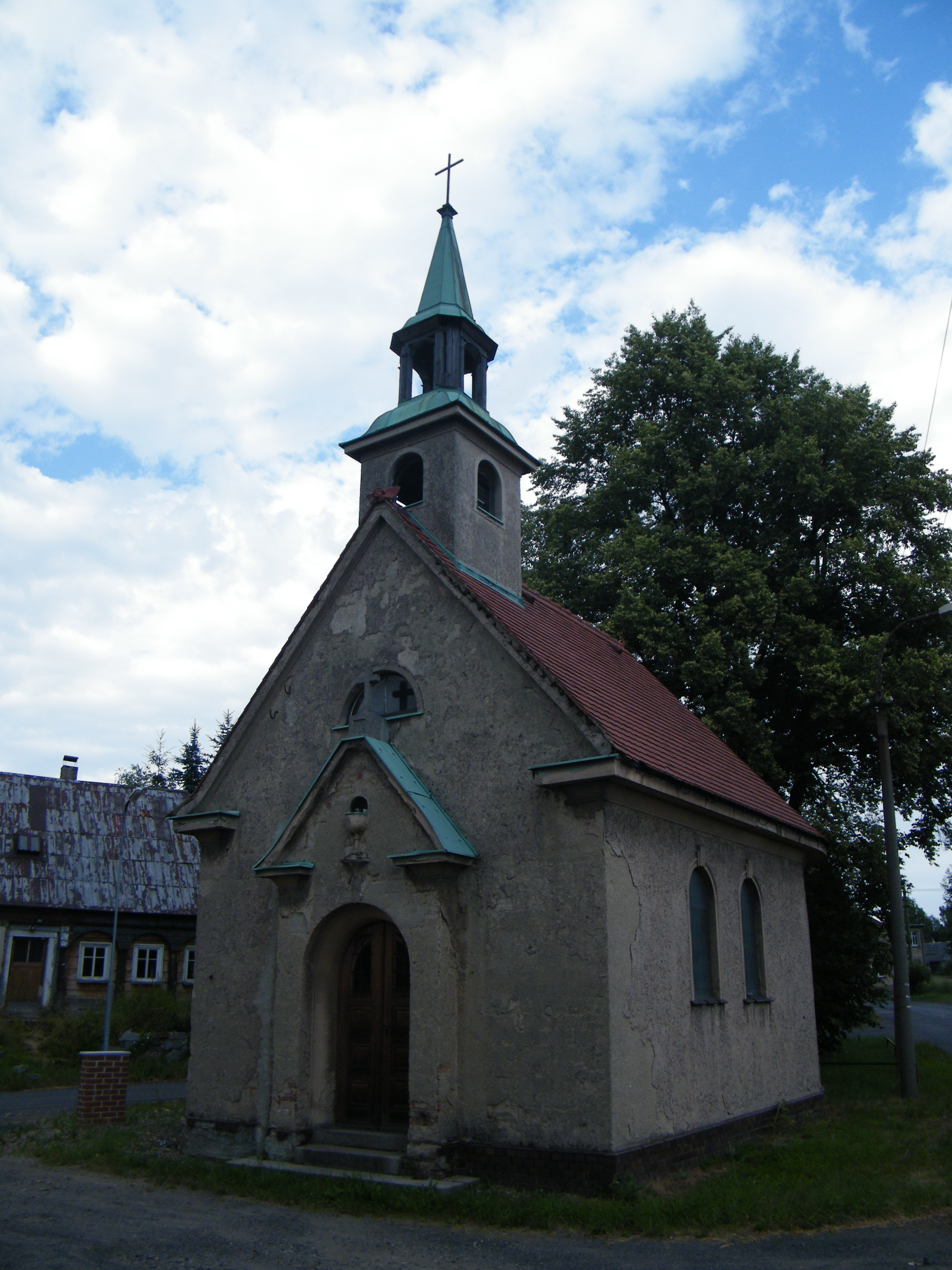
Pohled od jihozápadu před instalací pamětních desek (2010)
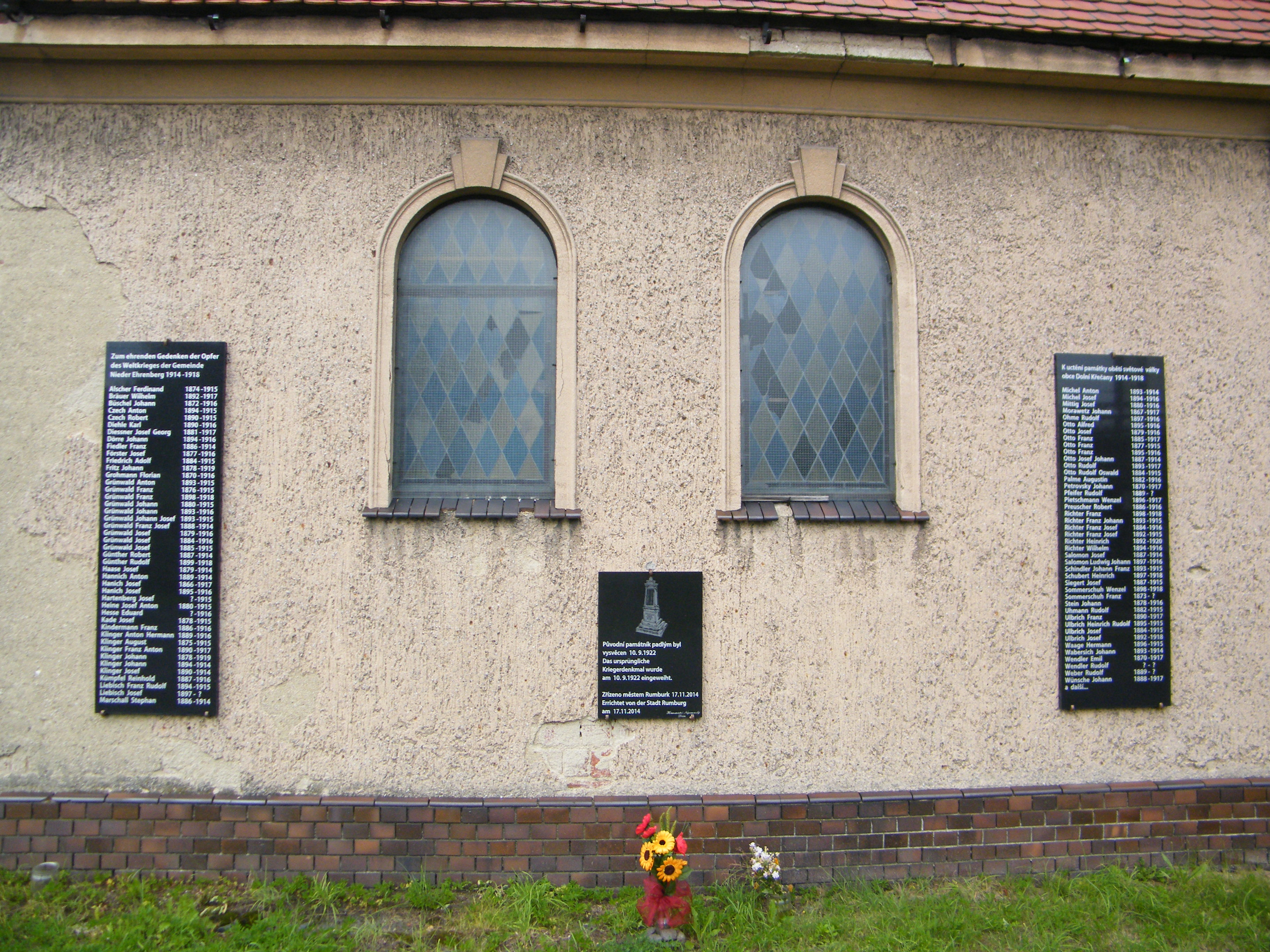
Jižní stěna s pamětními deskami (2016)
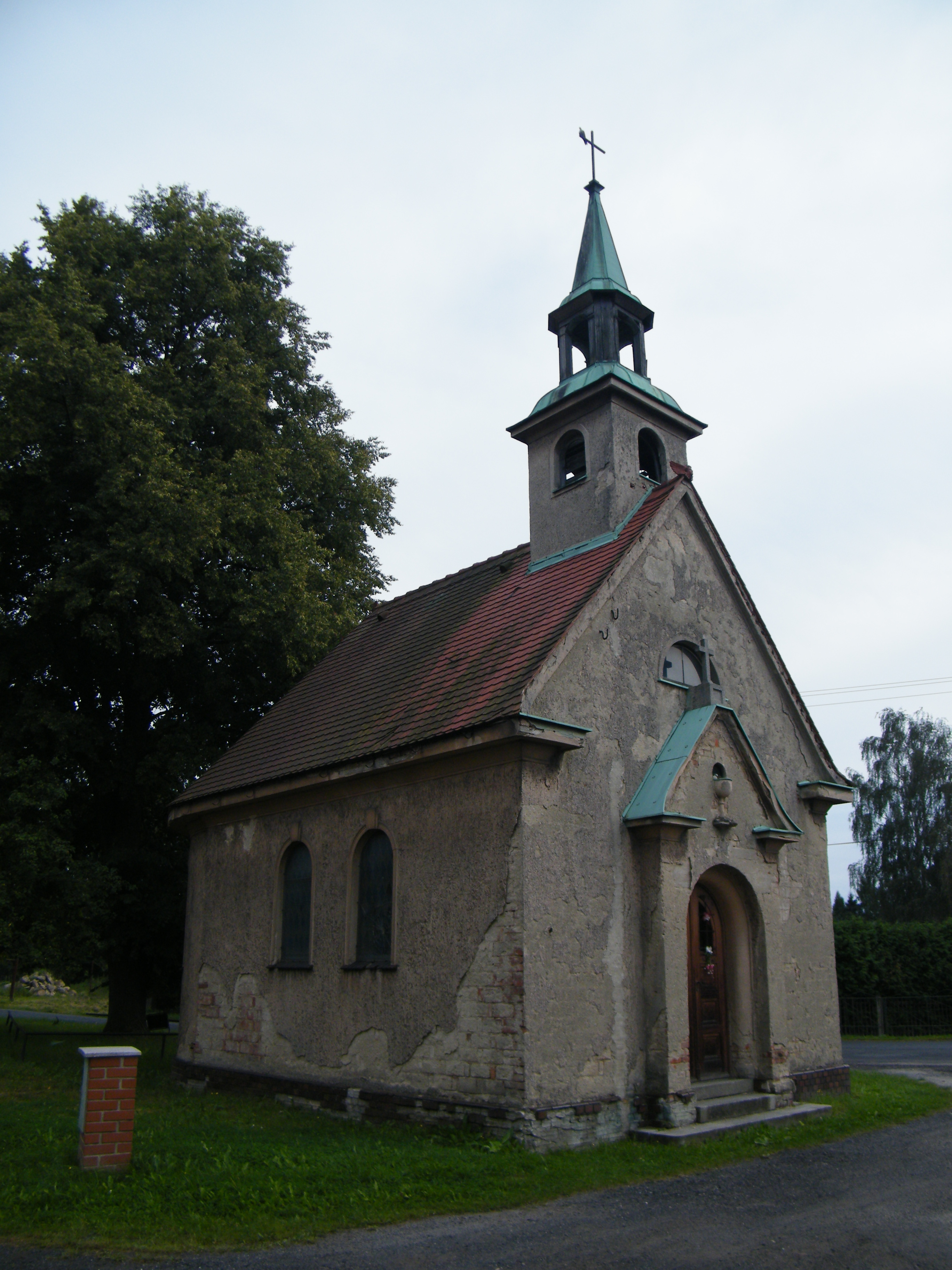
Pohled od severozápadu (2016)
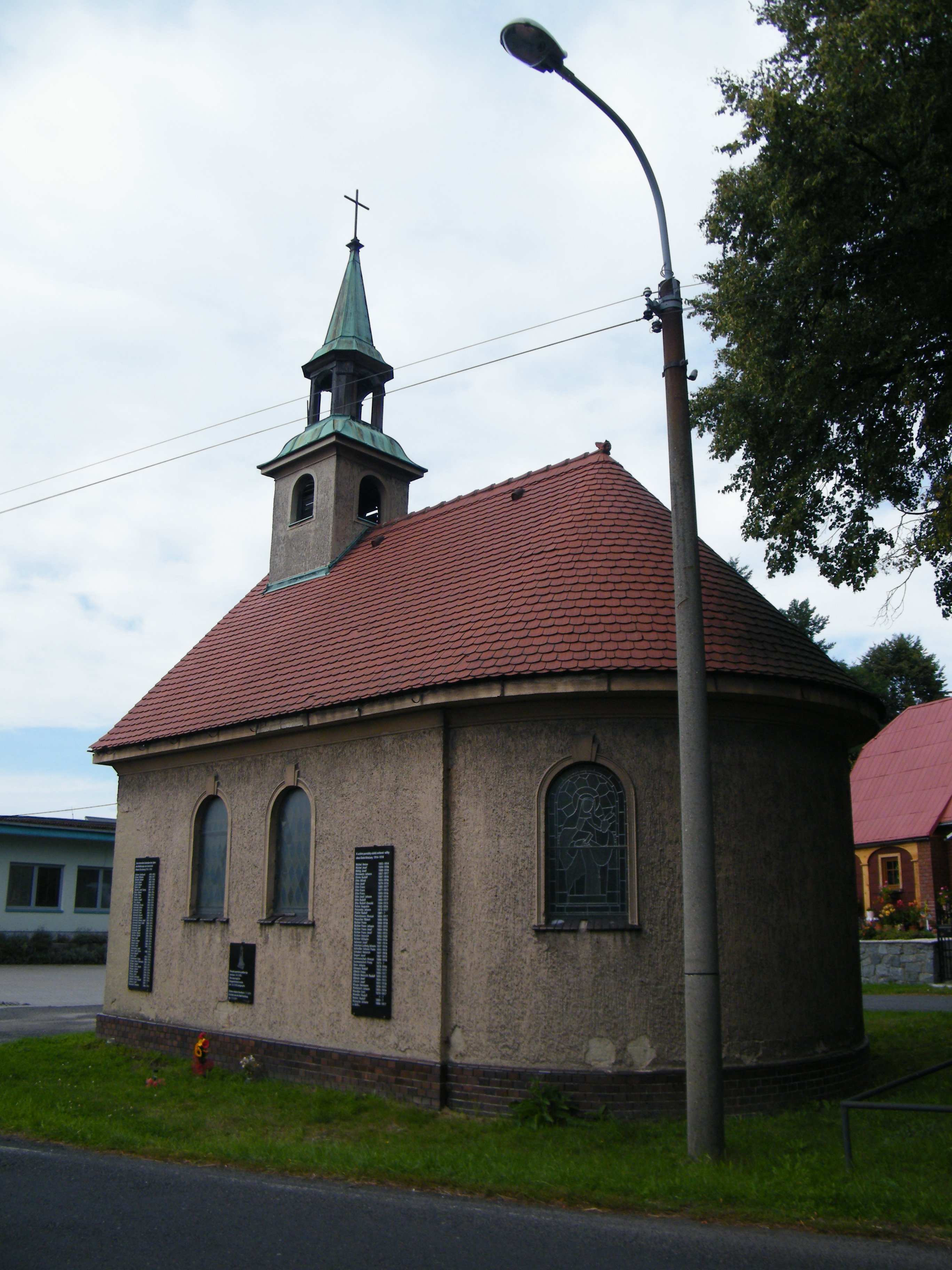
Pohled od jihovýchodu (2016)
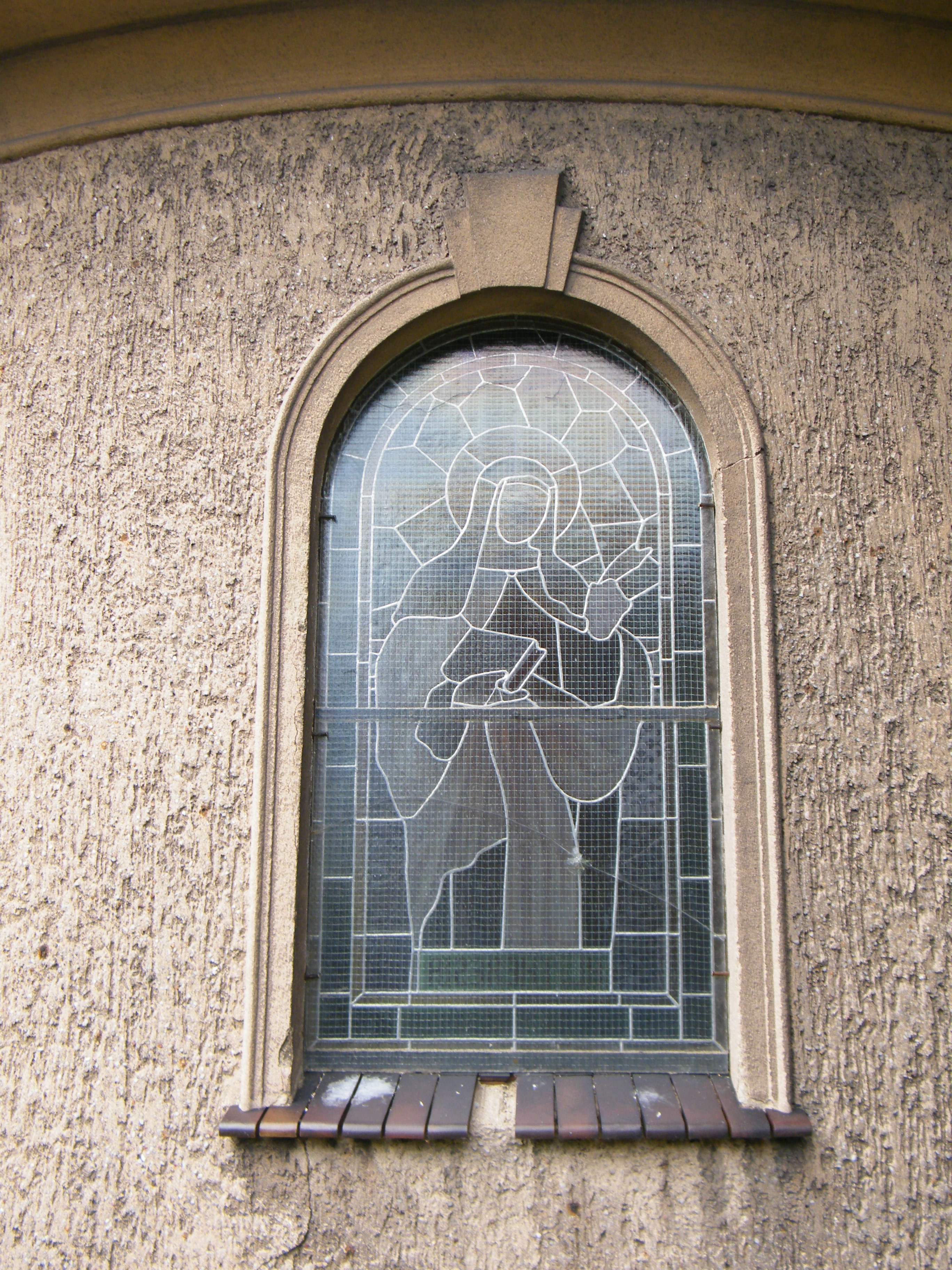
Vitráž se svatou Terezií (2016)
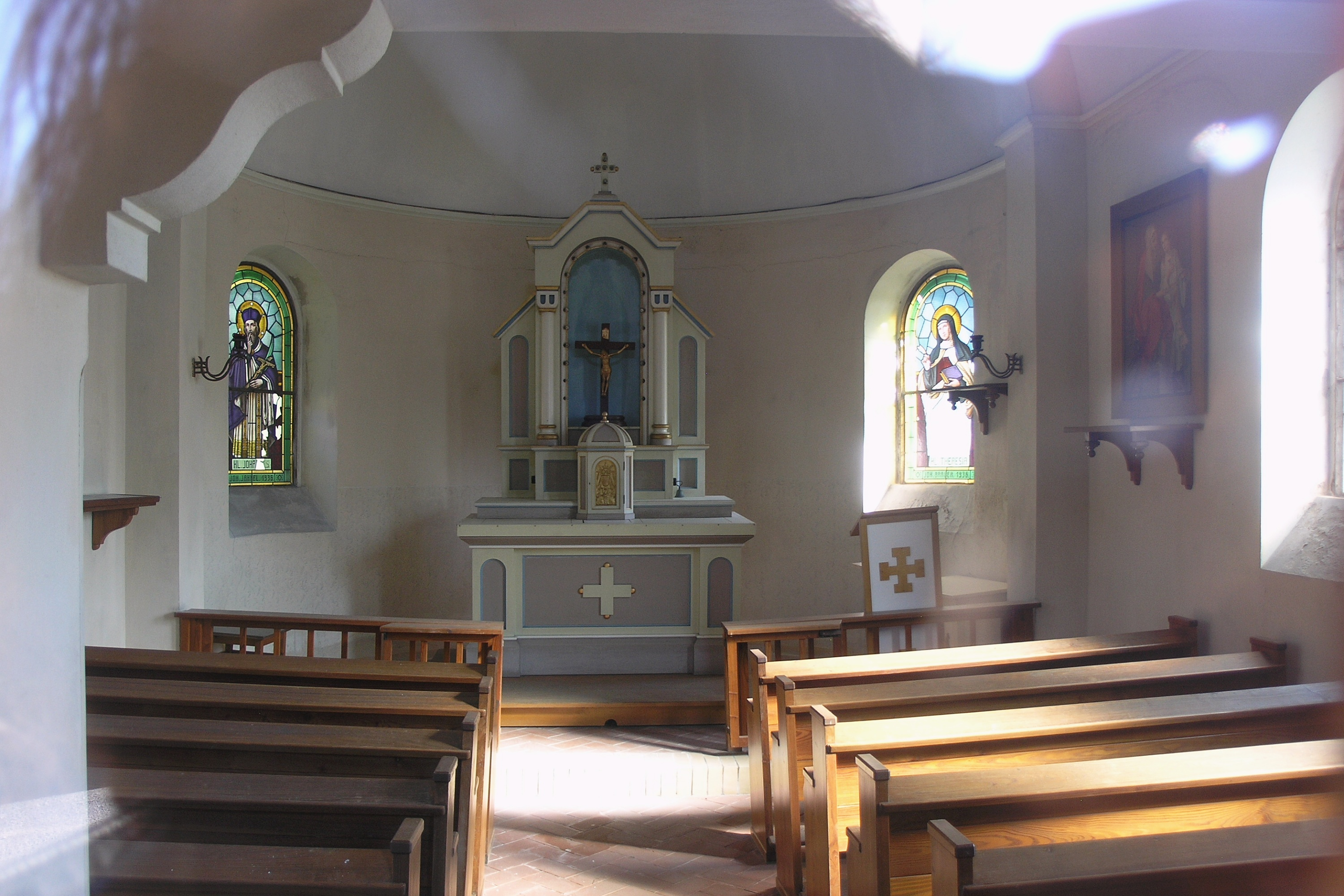
Interiér (2007)